# Limbadi
Limbadi är en ort och kommun i provinsen Vibo Valentia i regionen Kalabrien i Italien. Kommunen hade 3 606 invånare (2017).